# Amtsgericht Regenstauf

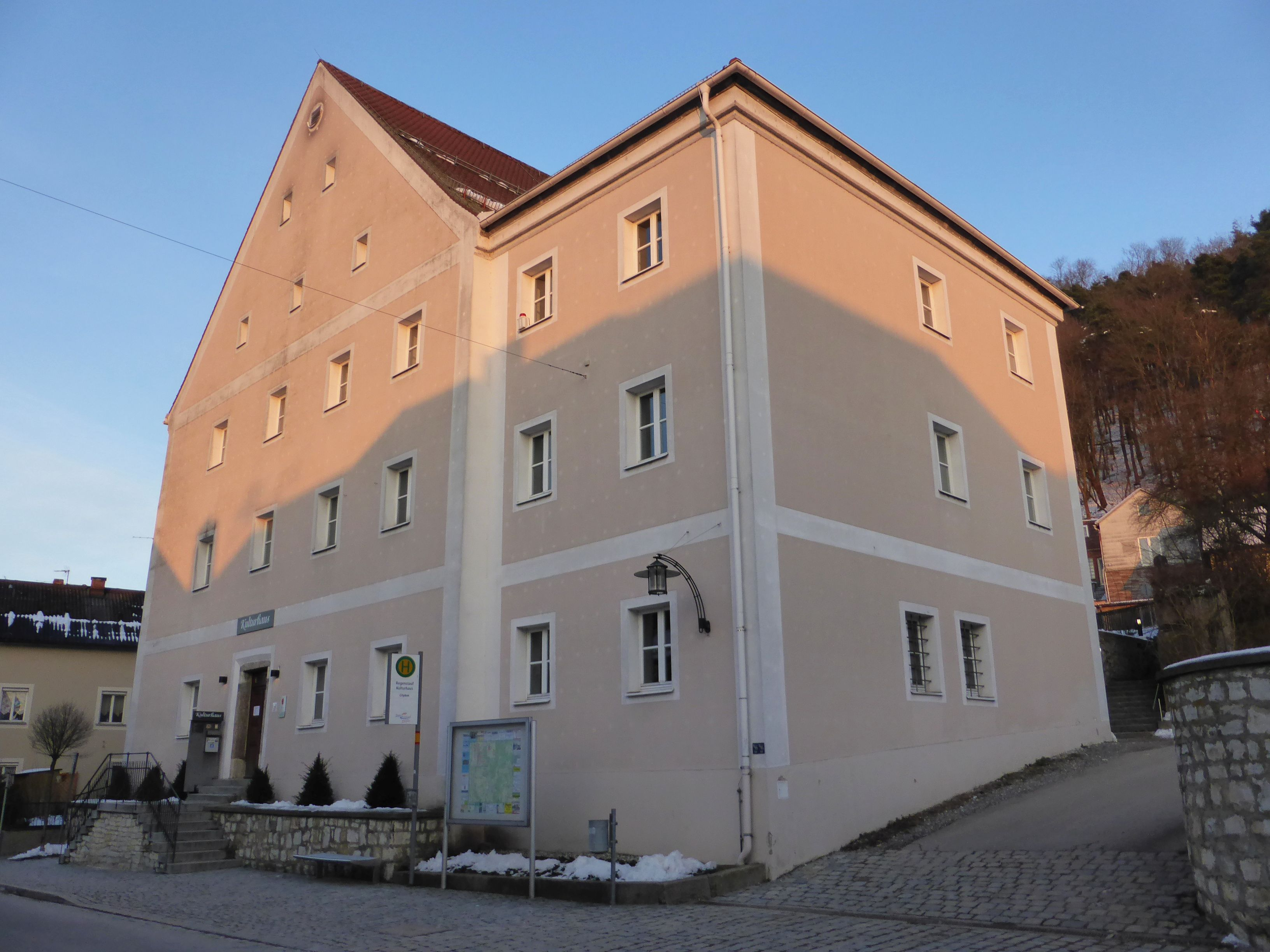
Ehemaliges Amtsgericht, heute Kulturhaus von Regenstauf (2015)

Das Amtsgericht Regenstauf war ein von 1879 bis 1959 bestehendes bayerisches Gericht der ordentlichen Gerichtsbarkeit mit Sitz im oberpfälzischen Regenstauf.

## Geschichte
Anlässlich der Einführung des Gerichtsverfassungsgesetzes am 1. Oktober 1879 kam es zur Errichtung eines Amtsgerichts zu Regenstauf, dessen Sprengel aus dem Bezirk des vorherigen Landgerichts Regenstauf mit den damaligen Gemeinden Bernhardswald, Bubach am Forst, Buchenlohe, Diesenbach, Eitlbrunn, Grafenwinn, Grünthal, Hainsacker, Hauzenstein, Heilinghausen, Heitzenhofen, Hirschling, Karlstein, Kürn, Loch, Pettendorf, Pielenhofen, Ponholz, Ramspau, Regendorf, Regenstauf, Schneitweg, Schönberg, Schönleiten, Steinsberg, Wolfsegg und Zeitlarn sowie aus den vom aufgelösten Landgerichtsbezirk Nittenau stammenden Gemeinden Hackenberg, Hauzendorf, Lambertsneukirchen und Pettenreuth gebildet wurde. Übergeordnete Instanzen waren das Landgericht Regensburg und das Oberlandesgericht Nürnberg.
Vom 1. April 1951 bis zum 1. Juli 1954 gehörte auch die Gemeinde Wulkersdorf zum Amtsgerichtsbezirk Regenstauf.
Nachdem das Amtsgericht Regenstauf gegen Ende des Zweiten Weltkrieges zur Zweigstelle des Amtsgerichts Regensburg herabgestuft wurde und dies 1956 noch einmal bestätigt worden war, erfolgte am 1. Juli 1959 die Auflösung dieser Zweigstelle.

## Gerichtsgebäude
Das Gericht befand sich in einem dreigeschossigen und giebelständigen Satteldachbau an der Hauptstraße 34, der 1785 anstelle des 1781 bei einem Brand zerstörten Unteren Schlosses errichtet wurde. Das heute als Kulturhaus des Ortes dienende Gebäude steht unter Denkmalschutz.